# أرقام وإحصائيات الدوري الإنجليزي الممتاز
ماهوالرقم القياسي لعدد الأهداف التي سجلهاBournemouth في موسم واحد من دوريPremier League?

## سجل البطولة

### الألقاب
- الأكثر تحقيقاً للبطولة: مانشستر يونايتد [1] 13 مرة
- الفوز باللقب بشكلٍ متتالٍ بواقع 4 مرات
  - مانشستر سيتي ( 2020–21 ، 2021–22 ، 2022–23، 2023–24 )
- أكبر هامش ربح للفوز باللقب: 19 نقطة ، مانشستر سيتي عام 2017-18 بواقع (100 نقطة)، يليه مانشستر يونايتد بواقع (81 نقطة) [2]
- أقل هامش ربح للفوز باللقب: وهو حينما حدد فارق الأهداف هوية البطل والذي كان مانشستر سيتي، إذ تعادل قطبا مانشستر بعدد النقاط ، 89 لكلٍ منهما ولكن تفوق مانشستر سيتي بفارق الأهداف والذي كان +8 ، إذ سجل المواطنون 64 هدف ،فيما سجل الشياطين الحمر 56 هدفاً. .[3]
- الفوز باللقب مع تبقي عدة مباريات: تُوّج ليفربول باللقب لأول مرة في تاريخهم وذلك في موسم 2019-2020 مع تبقي سبع مبارايات.

### عدد نقاط
- أكثرالفرق تحقيقاً للنقاط خلال موسم واحد: مانشستر سيتي ( 2017–18 ) بواقع 100 نقطة [2]
- أكثرعدد نقاط حققها المستضيف خلال موسم واحد: 55 نقطة حققها كلٌ من [4]
  - تشيلسي ( 2005–06 )
  - مانشستر يونايتد ( 2010-11 )
  - مانشستر سيتي ( 2011–12 ) [5]
- أقل نقاط حققها الفريق الضيف: 50 نقطة حققها مانشستر سيتي ( 2017–18 )
- أقل عدد من النقاط حُققت في موسم: 11 نقطة حققها ديربي كاونتي ( 2007-2008 ) [6]
- أقل عدد من النقاط حققها فريقٌ على أرضه في موسم: 7 نقاط حققها سندرلاند ( 2005-2006 ) [7]
- أقل عدد من النقاط حققها فريقٌ خارج أرضه في موسم: 3 نقاط حققها ديربي كاونتي ( 2007-2008 )
- أكبر عدد من النقاط حققها وصيف: 97 نقطة حققها ليفربول ( 2018-2019 ) دون أن يحقق اللقب [8]
- أقل عدد من النقاط حققها بطل: 75 نقطة حققها مانشستر يونايتد ( 1996–97 ) [9]
- أكبر عدد من النقاط حققها فريق هابط للدرجة الدنيا:
  - حقق كريستال بالاس 49 نقطة من 42 مباراة وذلك في موسم ( 1992–93 ) [10]
  - حقق وست هام يونايتد 42 نقطة من 38 مباراة في موسم ( 2002–03 )
- أقل عدد من النقاط حققها فريق تجنب الهبوط: 34 نقطة حققها وست بروميتش ألبيون ( 2004-2005 )
- أكبر عدد من النقاط حققها فريق في موسمه الأول بعد الصعود:
  - حقق نيوكاسل يونايتد 77 نقطة في 42 مباراة في موسم ( 1993-94 )، كما حقق نوتنغهام فوريست نفس الرقم موسم ( 1994-1995 ).
  - إضافة إلى إبسويتش تاون والذي حقق 66 نقطة في 38 مباراة موسم (2000–01 ) [11]

### الإنتصارات
- أكثر الفرق انتصاراً : مانشستر يونايتد بواقع 659 انتصار.[12]
- أكثر الفرق انتصارا في موسم واحد: ، مانشستر سيتي بواقع 32 انتصاراً في مواسم ( 2017–18 ، 2018–19 ) [13]
- أكثرالفرق فوزاً على أرضهم في موسم واحد: 18 فوزاً لكلٍ من:[14]
  - تشيلسي ( 2005–06 )
  - مانشستر يونايتد ( 2010-11 )
  - مانشستر سيتي ( 2011–12 ، [5] 2018–19 )
  - أكثر فريق فوزاً خارج أرضهم في موسم واحد: مانشستر سيتي بواقع 16 انتصاراً ( 2017–18 ) [2]
- أقل عدد انتصارات في موسم واحد: فوز واحد حققه ديربي كاونتي ( 2007-2008 )
- أقل عدد انتصارات حققه فريق على أرضه في موسم واحد وهو فوز واحد لكلٍ من:
  - سندرلاند ( 2005–06 )
  - ديربي كاونتي ( 2007–08 )
- أقل عدد مرات الانتصارات لفريق خارج أرضه في موسم واحد: لم تحقق الفرق التالية أي انتصار خارج أرضها:[15][16]
  - ليدز يونايتد ( 1992-1993 )
  - كوفنتري سيتي ( 1999-2000 )
  - ولفرهامبتون واندرارز ( 2003–04 )
  - نورويتش سيتي ( 2004–05 )
  - ديربي كاونتي ( 2007–08 )
  - هال سيتي ( 2009–10 )
- أكثر الانتصارات المتتالية: 18 انتصاراً لكلٍ من:
  - مانشستر سيتي (26 أغسطس - 27 ديسمبر 2017) [17]
  - ليفربول (27 أكتوبر 2019-24 فبراير 2020) [18]
- أكثر الانتصارات المتتالية منذ بداية الموسم: 9 انتصارات حققها تشيلسي (14 أغسطس - 15 أكتوبر 2005) [19]
- أكثر الانتصارات المتتالية حتى نهاية الموسم: 14 انتصاراً حققها مانشستر سيتي (3 فبراير - 12 مايو 2019) [20]
- أكبر عدد انتصارات المتتالية حققها فريقٌ على أرضه: 24 انتصاراً حققه ليفربول (9 فبراير 2019 - 5 يوليو 2020) [21]
- أكبر عدد انتصارات متتالية لفريق خارج أرضه :11 انتصاراً لكلٍ من:[22]
  - تشيلسي (6 أبريل 2008 - 7 ديسمبر 2008)
  - مانشستر سيتي (21 مايو 2017 - 27 ديسمبر 2017)
- أكبر عدد مباريات متتالية دون فوز: 32 مباراة قضاها ديربي كاونتي دون أي فوز موسم ( 2007-2008 ) [7]
- أكبر عدد مباريات متتالية دون فوز من بداية الموسم: 16مباراة دون فوز قضاها كوينز بارك رينجرز( أغسطس- 8 ديسمبر 2012) [23]
- فِرق هزمت جميع أندية الدوري مرة واحدة على الأقل في الموسم:[24]
  - تشيلسي ( 2005–06 )
  - مانشستر يونايتد ( 2010-11 ، 2017-18 )
  - مانشستر سيتي ( 2017–18 ، 2018–19 )
  - ليفربول ( 2019-20 )

### الهزائم
- أكثر الفِرق هزيمةً :إيفرتون والذي هُزم 448 مباراة.[25]
- أكثر الفرق هزيمةً في موسم واحد: تجرعت الأندية التالية مرارة الهزيمة 29 مرة في موسم واحد:
  - إبسويتش تاون ( 1994-1995 )
  - سندرلاند ( 2005–06 )
  - ديربي كاونتي ( 2007–08 )
  - شيفيلد يونايتد ( 2020–21 ) [14]
- أكثر الفرق هزيمةً على أرضها أرضه في موسم واحد: 14 مباراة لكلٍ من:
  - سندرلاند ( 2002–03 ، 2005–06 )
  - هدرسفيلد تاون ( 2018–19 )
  - شيفيلد يونايتد ( 2023–24 ) [26]
- أكثر الفرق هزيمةً خارج أرضها في موسم واحد: تجرع بيرنلي مرارة الخزيمة خارج أرضه 17 مرة في موسم( 2009-2010 )
- أقل الفرق هزيمةً في موسم: حقق نادي آرسنال سابقة تاريخية موسم (2003–04 ) ،إذ حقق اللقب دون هزيمة[27]
- أقل الفرق هزيئمة على أرضه في موسم: لم تتجرع هذه الأندية مرارة الهزيمة على أرضها:
  - مانشستر يونايتد ( 1995-1996 ، 1999-2000 ، 2010-2011 ) [28][29][30]
  - آرسنال ( 1998–99 ، 2003–04 ، 2007–08 ) [31][32][33]
  - تشيلسي ( 2004–05 ، 2005–06 ، 2006–07 ، 2007–08 ، 2014–15 ) [34][35][36][37]
  - ليفربول ( 2008–09 ، 2017–18 ، 2018–19، 2019–20، 2021–22 ) [38]
  - مانشستر سيتي ( 2011–12، 2023–24 ) [5]
  - توتنهام هوتسبر ( 2016–17 )
- أقل الفرق هزيمةً خارج أرضها في موسم واحد: آرسنال والذي لم يُهزم خارج ميدانه مواسم ( 2001-2002 ، 2003–04 ) [39]
- أكبر عدد من المباريات المتتالية دون هزيمة: 49 مباراة لنادي آرسنال للفترة ما بين (7 مايو 2003 - 24 أكتوبر 2004) [40]
- أكبر عدد من المباريات المتتالية لفريق على أرضه دون هزيمة: 86 مباراة لنادي تشيلسي في الفنرة ما بين (20 مارس 2004 - 5 أكتوبر 2008) [41]
- أكبر عدد من المباريات لفريق خارج أرضه دون هزيمة: استطاع آرسنال الحفاظ على سجله دون هزائم لـ 27 مباراة متتالية خلال الفترة من (5 أبريل 2003 - 25 سبتمبر 2004) [42]
- أكثر الفرق تعرضاً للهزيمة تتالياً على مدار أكثر من موسم : تجرع سندرلاند مرارة الهزيمة لـ 20 مباراة متتالية في الفترة ما بين( 2002–03 ، 2005–06 ) [43]

### التعادلات
- أكثر الفرق تعادلاً : 302 تعادل لـ إيفرتون [44]
- أكثر الفرق تعادلاً خلال موسم واحد: حققت الفرق التالية 18 تعادل من 42 لقاء:
  - مانشستر سيتي ( 1993-1994 ) [14]
  - شيفيلد يونايتد ( 1993-1994 )
  - ساوثامبتون ( 1994-1995 )
- أكثر الفرق تعادلاً خلال موسم واحد : حققت الفرق التالية 17 تعادل من 38 لقاء:
  - نيوكاسل يونايتد ( 2003–04 )
  - أستون فيلا ( 2006-2007 ، 2011–12 )
  - سندرلاند ( 2014–15 )
- : أكثر الفرق تعادلاً على أرضها خلال موسم واحد: حققت الفرق التالية 10 تعادلات على أرضها:
  - شيفيلد وينزداي ( 1996–97 )
  - ليستر سيتي ( 1997–98 ، 2003–04 )
  - مانشستر يونايتد ( 2016–17 )
- كثر الفرق تعادلاً خارج أرضها في موسم : حققت الفرق التالية 10 تعادلات خارج أرضها:
  - نيوكاسل يونايتد ( 2003–04 )
  - مانشستر يونايتد ( 2010-11 ) [45]
- : أقل الفرق تعادلاً في موسم: حققت الفرق التالية تعادلين فقط في الموسم كامل:
  - مانشستر سيتي ( 2018–19 )
  - توتنهام هوتسبر ( 2018–19 )
- أقل الفرق تعادلاً على أرضها في موسم: لم تتعثر هذه الأندية بالتعادل طيلة الموسم:
  - مانشستر سيتي ( 2008–09 ، 2018–19 )
  - مانشستر يونايتد ( 2012–13 )
  - تشيلسي ( 2016–17 )
- أقل الفرق تعادلاً خارج أرضها في موسم: لم يتعثر توتنهام هوتسبر بالعادل خارج أرضه موسم (2018-2019 ) [46]
- أكثر الأندية تعادلاً بمباريات متتالية: تعثرت الأندية التالية بالتعادل لسبع مبارايات توالياً:
  - نورويتش سيتي ( 1993-1994 )
  - ساوثامبتون ( 1994-1995 )
  - مانشستر سيتي ( 2009–10 )
- أكبر سلسلة مباريات متتالية دون تعادل: حافظ توتنهام هوتسبرعلى سجله الخالي من التعادلات لـ 32 مباراة على التوالي في الفترة ما بين (9 مايو 2018 - 27 فبراير 2019) [47]

### الأهداف
- أكثر الفرق تسجيلاً للأهداف في موسم : استطاع مانشستر سيتي تحقيق رقم تاريخي بتسجيله لـ 106 أهداف لموسم ( 2017–18 ) [2]
- أقل عدد من الأهداف المسجلة في موسم: حقق ديربي كاونتي أقل سجل من الأهداف في موسم ، إذ سجل 20 فقط في موسم ( 2007-2008 ) [48]
- أكثر الفرق استقبالاً للأهداف في موسم : سُجِّل هذا الرقم باسم سويندون تاون والذي استقبلت شباكه 100 هدف في 42 مباراة في موسم ( 1993-94 ) [49]
- أكثر الفرق استقبالاً للأهداف في موسم: سُجِّل هذا الرقم باسم ديربي كاونتي والذي استقبلت شباكه 89 هدفاً في 38 مباراة موسم ( 2007–08 ) [50]
- أقل فريق استقبالاً للأهداف في موسم : انهى تشيلسي موسم ( 2004-2005 ) مستقبلاً 15 هدفاً فقط [51]
- أفضل معدل فارق الأهداف في الموسم: 79 لـ مانشستر سيتي موسم ( 2017–18 )
- أسوأ معدل فارق الأهدف في موسم: -69 لـ ديربي كاونتي موسم ( 2007–08 ) [52]
- أعلى ترتيب لفريق بفارق هدف سلبي: -4 لـ نورويتش سيتي موسم ( 1992-1993) والذي أنهى الموسم ثالثاً [53]
- أدنى ترتيب لفريق بفارق هدف إيجابي: +1 لـ مانشستر سيتي موسم ( 2003–04 ) والذي أنهاه في المركز السادس عشر [54]
- أكثر فريق هابط تسجيلاً للأهداف في موسم: بلاكبول والذي سجل 55 هدفاً ( 2010-2011 ) [55]
- أكثر فريق تسجيلاً للأهداف على أرضها الأهداف في موسم : تشيلسي ( 2009-2010 ) والذي سجل 68 هدفاً
- أقل فريق تسجيلاً للأهداف على أرضه في موسم واحد: 10أهداف فقط لكلٍ من:
  - مانشستر سيتي ( 2006-2007 ) [56]
  - هدرسفيلد تاون ( 2018–19 ) [26]
- أكثر فريق استقبالاً للأهداف على أرضها في موسم: استقبل سويندون تاون 45 هدفاً في 21 لقاء موسم( 1993-94 ) [57]
- أكثر فريق استقبالاً للأهداف على أرضها في موسم: استقبلت شباك الأندية التالية 43 هدفاً في 19 مباراة:
  - ديربي كاونتي ( 2007–08 )
  - ولفرهامبتون واندرارز ( 2011–12 )
- أقل فريق استقبالاً للأهداف على أرضها في موسم :استقبل مانشستر يونايتد 4 أهداف فقط على أرضه موسم ( 1994-1995 )
- أكثر الأهداف المُسجلة خارج الديارفي موسم : استطاع ليفربول تسجيل 48 هدفاً خارج الأنفيلد موسم ( 2013-2014 )
- أقل الفرق تسجيلاً للأهداف خارج أرضها في موسم : 8 أهداف لكلٍ من:
  - ميدلزبره ( 1995–96 )
  - ساوثامبتون ( 1998-1999 )
  - شيفيلد يونايتد ( 2006-2007 )
  - ديربي كاونتي ( 2007–08 )
- أكثر فريق استقبالاً للأهداف خارج ديارها في موسم: استقبل إبسويتش تاون 59 هدفاً في 21 مباراة خارج أرضه موسم ( 1994–95 )
- أكثر فريق استقبالاً للأهداف في موسم: استقبل ويجان أثليتيك 55 هدفاً في 19 لقاء خارج أرضه موسم ( 2009–10 )
- أقل فريق استقبالاً للأهداف خارج أرضها في موسم : استقبلت شباك تشيلسي 9 أهداف فقط خارج أرضه موسم( 2004-2005 )
- أقل فريق إخفاقاً في التسجيل في كل مباراة في موسم: نجح آرسنال في موسم ( 2001-2002 ) بالتسجيل في كل مباراياته [58]
- أكثر فريق تسجيلاً للاهداف في مباريات لمتتالية: استطاع آرسنال التسجيل في 55 مباراة متتالية في الفترة ما بين (19 مايو 2001 - 30 نوفمبر 2002) [59]
- أكثرفريق تسجيلاً للأهداف في تاريخ البطولة: استطاع مانشستر يونايتد احراز 2025 هدفاً كأكثر فريق تسجيلاً للأهداف [44]
- أكثر فريق استقبالاً للأهداف في تاريخ المسابقة: استقبلت شباك إيفرتون 1348 هدفاً كأكثر فريق استقبالاً للأهداف في تاريخ البطولة

### العقوبات التحكيمية
- أكثر فريق حصولاً على البطاقات الصفراء في المجمل : تحصل فريق تشيلسي على 1683 بطاقة صفراء [60]
- أكثر فريق حصولاً على البطاقات الحمراء في المجمل : تحصل فريق ايفرتون على 96 بطاقة حمراء [61]
- أكثر فريق حصولاً على البطاقات الصفراء في موسم: تحصل فريق سندرلاند على 94 بطاقة صفراء في موسم ( 2014–15 ) [62]
- أقل فريق حصولاً البطاقات الصفراء في موسم: تحصل فريق كوفنتري سيتي على 12 بطاقة صفراء فقط موسم ( 1993-1994 ) [63]
- أكثر فريق حصولاً على البطاقات الحمراء في موسم: تحصلت الفرق التالية على 9 بطاقات حمراء في موسمها:
  - سندرلاند ( 2009-2010 ) [64]
  - كوينز بارك رينجرز ( 2011–12 ) [65]
- أكثرلفريق حصولاً على البطاقات الصفراء في مباراة واحدة: تحصل فريق توتنهام هوتسبير على 9 بطاقات صفراء في مباراته ضد تشيلسي والذي كان في 2 مايو 2016 [66]
- أكثر الفرق حصولاً على ضربات الجزاء في موسم : تحصلت الفرق التالية على 13 ركلة جزاء في موسمها:
  - كريستال بالاس ( 2004-2005 ) [67]
  - ليستر سيتي ( 2015–16 )
  - مانشستر يونايتد ( 2019-20 ) [68]
- أكثر فريق ارتكاباً لضربات الجزاء في موسم : اُحتسب على نادي هال سيتي 13 ضربة جزاء في موسم ( 2016–17 ) [69]

### الحضور الجماهيري
- أعلى نسبة حضور جماهيري لمباراة: شهدت مباراة توتنهام هوتسبير ضد آرسنال في ويمبلي والتي كانت في 10 فبراير 2018 حضور 83.222 متفرج
- أدنى نسبة حضور جماهيري لمباراة: شهدت مباراة ويمبلدون ضد ايفرتون والتي كانت في 26 يناير 1993 حضور 3.093 متفرج في سيلهرست بارك
- أعلى متوسط حضور جماهيري لفريق في موسم: شهد ملعب مانشستر يونايتد اولد ترافورد حضور75.821 متفرج موسم 2006-07
- أدنى متوسط حضور جماهيري في موسم: شهد ملعب فريق ويمبيلدون سيلهرست بارك حضور 8.353 متفرج موسم 1992-93

## أرقام اللاعبين

### الظهور
- أكثر لاعب لعباً للمبارايات في الدوري الممتاز:سُجِل هذا الرقم باسم غاريث باري والذي لعب 653 مباراة في الفترة ما بين (2 مايو 1998 إلى 24 فبراير 2018) [70]
- أكثر لاعب تمثيلاً لأندية مختلفة: سُجِل هذا الرقم باسم ماركوس بنت والذي مثّل 8 أندية مختلفة إذ ارتدى قمصان كلٍ من : كريستال بالاس وبلاكبرن روفرز وايبسويتش تاون وليستر سيتي وتشارلتون اتلتيك وويجان اتلتيك وولفرهامبتون واندررز [71]
- أكبر لاعب: لعب جون بوريج والذي لقاء لمانشستر سيتي ضد كوينزبارك رينجرز في 14 مايو 1995 وهو يبلغ 43 عاماً و 162 يوم [72]
- أصغر لاعب : لعب هارفي إليوت لقاء لفولهام ضد ولفرهامبتون واندرارزفي، 4 مايو 2019 بعمر 16 عاماً و 30 يوماً [73]
- أكثر من لعب مبارايات متتالية: لعب براد فريدل 310 مباراة في الفترة ما بين (14 أغسطس 2004 حتى 7 أكتوبر 2012) [74]
- أكثر لاعب ظهوراً في مواسم الدوري الممتاز: لعب ريان جيجز 22 موسم من 1992-1993 إلى 2013-2014 [75]

تم تمييز اللاعبين الذين يلعبون حاليًا في الدوري الممتاز بالخط العريض في الجدول التالي.
أكثر اللاعبين ظهوراً في الدوري الممتاز
| الترتيب | اسم           | ألعاب | المركز        | الموسم الأول | الموسم الأخير |
| ------- | ------------- | ----- | ------------- | ------------ | ------------- |
| 1       | غاريث باري    | 653   | لاعب خط الوسط | 1997-1998    | 2017-18       |
| 2       | ريان جيجز     | 632   | لاعب خط الوسط | 1992-1993    | 2013-2014     |
| 3       | فرانك لامبارد | 609   | لاعب خط الوسط | 1995-1996    | 2014–15       |
| 4       | ديفيد جيمس    | 572   | حارس مرمى     | 1992-1993    | 2009-10       |
| 5       | جيمس ميلنر    | 536   | لاعب خط الوسط | 2002-2003    | 2019-20       |
| 6       | غاري سبيد     | 535   | لاعب خط الوسط | 1992-1993    | 2007–08       |
| 7       | ايميل هيسكي   | 516   | مهاجم         | 1994-1995    | 2011-12       |
| 8       | مارك شوارزر   | 514   | حارس مرمى     | 1996-1997    | 2014–15       |
| 9       | جيمي كاراغر   | 508   | مدافع         | 1996-1997    | 2012-2013     |
| 10      | فيل نيفيل     | 505   | لاعب خط الوسط | 1994-1995    | 2012-2013     |

- أول هدف سُجّل في الدوري الممتاز: هدف برايان دين في لقاء شيفيلد يونايتد ضد مانشستر يونايتد في 15 أغسطس 1992 [76]
- أكثر لاعب تسجيلاً للأهداف في الدوري الممتاز: سجل آلان شيرر 260 هدفاً [77]
- أكثر لاعب تسجيلاً للأهداف لفريق واحد في الدوري الممتاز: سجل واين روني 183 لفريق مانشستر يونايتد [78]
- أكبر هداف : سجل تيدي شيرينغهام لـ وست هام يونايتد ضد بورتسموث في 26 ديسمبر 2006 وهو يبلغ 40 عاماً و268 يوماً [79]
- أصغر هداف: سجل جيمس فوغان لإيفرتون ضد كريستال بالاس في 10 أبريل 2005 وهو يبلغ 16عاماً و 271 يوماً [80]
- أكثر لاعب تسجيلاً للأهداف في مباريات متتالية: تمكن جيمي فاردي من التسجيل لفريقه ليستر سيتي 11 هدفاً في الفترة ما بين 29 أغسطس - 28 نوفمبر 2015 [81]
- أكثر لاعب تسجيلاً في مواسم متتالية: سجل ريان غيغز في 21 موسم من موسم 1992-1993 إلى 2012–13 ) [82]

تم تمييز اللاعبين الذين يلعبون حاليًا في الدوري الممتاز بالخط العريض .
| الترتيب | الاسم         | الأهداف | المبارايات | معدل الأهداف لكل مباراة | المركز        | الهدف الاول | الهدف الأخير |
| ------- | ------------- | ------- | ---------- | ----------------------- | ------------- | ----------- | ------------ |
| 1       | آلان شيرير    | 260     | 441        | 0.59                    | مهاجم         | 1992-1993   | 2005–06      |
| 2       | واين روني     | 208     | 491        | 0.42                    | مهاجم         | 2002-2003   | 2017-18      |
| 3       | أندي كول      | 187     | 414        | 0.45                    | مهاجم         | 1993-1994   | 2006-2007    |
| 4       | سيرجيو أجويرو | 180     | 263        | 0.68                    | مهاجم         | 2011-12     | 2019-20      |
| 5       | فرانك لامبارد | 177     | 609        | 0.29                    | لاعب خط الوسط | 1997-1998   | 2014–15      |
| 6       | تييري هنري    | 175     | 258        | 0.68                    | مهاجم         | 1999-2000   | 2011-12      |
| 7       | روبي فاولر    | 163     | 379        | 0.43                    | مهاجم         | 1993-1994   | 2006-2007    |
| 8       | جيرمين ديفو   | 162     | 496        | 0.33                    | مهاجم         | 2001-2002   | 2017-18      |
| 9       | مايكل أوين    | 150     | 326        | 0.46                    | مهاجم         | 1996-1997   | 2012-2013    |
| 10      | ليس فرديناند  | 149     | 351        | 0.42                    | مهاجم         | 1992-1993   | 2004-2005    |

- أكثر اللاعبين تسجيلاً للأهداف في موسم: سجل كل من أندي كول وآلأن شيرار 34 في 42 مباراة [83]
  - أندي كول نيوكاسل يونايتد ، 1993-94
  - آلان شيرير ( بلاكبيرن روفرز ، 1994-1995
- أكثر لاعب تسجيلاً للأهداف في موسم: تمكن آرلينغ هالاند من تسجيل 36 هدفاً في 38 مباراة موسم 2022–23 [84]
- أكثر المباريات المسجل فيها خلال الموسم : 24 مباراة لـ محمد صلاح 2017–18 [85]
- أكثر لاعب تسجيلاً للأهداف في عام كامل: استطاع هاري كين تسجيل 39 في عامٍ كامل [86]
- سجل اللاعبون التالية أسماؤهم في شباك 17 فريقاً:
  - دوري الـ 20 فريقًا:
    - إيان رايت ( آرسنال ، 1996-97 )
    - روبن فان بيرسي ( آرسنال ، 2011-12 )
    - محمد صلاح ( ليفربول ، 2017–18 )

  - دوري الـ 22 فريقًا:  
    - أندي كول ( نيوكاسل يونايتد ، 1993-94 )
    - آلان شيرير ( بلاكبيرن روفرز ، 1994-1995 )
- أكثر لاعب تسجيلاً للأهداف في موسم ظهورهم الأول: تمكن كيفين فيليبس من تسجيل 30 هدف في أول موسم له ، وذلك عندما مثّل سندرلاند موسم ( 1999-2000 ) [87]

- أسرع هدف: هدف شين لونج لـ ساوثهامبتون واتفورد في 23 أبريل 2019 والذي سُجل بعد 7 ثواني و 69 جزءاً [88][89]
- أكثر لاعب تسجيلاً لمبرايات متتالية: تمكن روبن فان بيرسي من التسجيل لـ 9 مبارايات متتالية لنادي أرسنال في الفترة ما بين 1 يناير - 22 مايو 2011 [90]
- أكثر لاعب تسجيلاً لمواسم متتالية ما لا يقل عن 30 هدفاً: تمكن آلان شيرر من إحراز ما لايقل عن 30 هدفاً لثلاث مواسم متتالية من 1993-1996 لفريقه بلاكبيرن روفرز [91]
- أكثر لاعب تسجيلاً لمواسم متتالية ما لا يقل عن 25 هدفًا: تمكن آلان شيرر من إحراز ما لايقل عن 25 هدفاً لأربع مواسم متتالية (1993-1997) ، إذ سجل من (1993-1996 لبلاكبيرن روفرز ، و سجل من 1996-1997 لنيوكاسل يونايتد [92]
- أكثر اللاعبين تسجيلاً لمواسم متتالية ما لا يقل عن 20 هدفًا : تمكن كلٌ من تيري هنري و سيرجيو أغويرو من تسجيل ما لا يقل عن 20 هدفاً لخمس مواسم متتالية:[93]
  - تيري هنري (2001-2006 آرسنال
  - سيرجيو أجويرو (2014–19 لمانشستر سيتي
- أكثر لاعب تسجيلاً لمواسم متتالية ما لا يقل عن 10 أهداف: تمكن واين روني من التسجيل لـ 11 موسم متتالٍ لـ لمانشستر يونايتد من 2004-2015 [94]
- أكثر لاعب تسجيلاً لهدف واحد على الأقل لمواسم متتالية: تمكن ريان جيجز من التسجيل لـ21 من موسم 1992-2013 جميعها لمانشستر يونايتد ) [82]
- أكثر لاعب تسجيلاً لأندية مختلفة: تمكن كريج بيلامي من التسجيل لـ7 أندية مختلفة بالدوري الممتاز وهي: ( لكوفنتري سيتي ، نيوكاسل يونايتد ، بلاكبيرن روفرز ، ليفربول ، وست هام يونايتد ، مانشستر سيتي ، كارديف سيتي ) [95]
- أكثر لاعب تسجيلاً في مرماهم: سُجّل هذا الرقم باسم ريتشارد دن والذي سجل 10 في مرمى فريقه [96]
- أكثر اللاعبين تسجيلاً في مرماهم في موسم واحد: سجّل كل من سكرتل ودانك 4 أهداف في مرمى فرقهم:
  - مارتن سكرتيل (2013-2014)
  - لويس دانك (2017–18) [97]
- أكثر لاعب تسجيلاً للأهداف خلال شهر: تمكن لويس سواريز من تسجيل 10 أهداف في شهر ديسمبر 2013 لفريقه ليفربول [98]
- أكثر لاعب تسجيلاً لركلات الجزاء : تمكن آلان شيرار من تسجيل 56 ركلة جزاء [99]

- أكثر لاعب تسجيلاً للهاتريك في الدوري: تمكن سيرجيو أغويرو من تسجيل 12 هاتريك في الدوري الإنجليزي [100]
- أكثر اللاعبين تسجيلاً للهاتريك في موسم في الدوري الإنجليزي: تمكن آلان شيرار من تسجيل 5 هاتريك موسم 1995-96 لفريقه بلاكبيرن روفرز، [101]
- أصغر للاعب تسجيلاً لهاتريك في الدوري الإنجليزي: تمكن مايكل أوين من تسجيل هاتريك ليفربول ضد شيفيلد وينزداي في 14 فبراير 1998وهو يبلغ 18 عاماً و 62 يوماً [102][103]
- أكبر لاعب يسجل ثلاثية في الدوري الإنجليزي الممتاز: 37 عامًا و 146 يومًا ، تيدي شيرينغهام ( لبورتسموث ضد. بولتون واندررز ، 26 أغسطس 2003) [104]
- أكبر عدد أهداف في المباراة: 5 لكلٍ من:[105]
  - أندي كول لمانشستر يونايتد ضد إبسويتش تاون 4 مارس 1995
  - آلان شيرار لنيوكاسل يونايتد ضد شيفيلد الأربعاء 19 سبتمبر 1999
  - جيرمين ديفو لتونتهام هوتسبير ويجان أثليتيك 22 نوفمبر 2009)
  - ديميتار برباتوف لمانشستر يونايتد ضد بلاكبيرن روفرز 27 نوفمبر 2010
  - سيرجيو أجويرو لمانشستر سيتي ضد نيوكاسل يونايتد 3 أكتوبر 2015
- أكثر لاعب تسجيلاً لهاتريك على نادٍ واحد: تمكن لويس سواريز من تسجيل هاتريك 3 مرات لفريقه ليفربول على نورويتش سيتي [106]
- أسرع هاتريك سُجل في الدوري الإنجليزي: تمكن ساديو ماني من تسجيل هاتريك خلال دقيقتين و56 ثانية (مع ساوثامبتون ضد. أستون فيلا ، 16 مايو 2015) [107]
- أكثر لاعب تسجيلاً في شوطٍ واحد: تمكن جيرمين ديفو من تسجيل 5 أهداف لفريقه لتوتنهام هوتسبر ضد ويجان أثليتيك في 22 نوفمبر 2009 [108]
- أكثر لاعب تسجيلاً بعد دخوله بديلا في مباراة: تمكن أولي غونار سولشاير من تسجيل 4 أهداف بعد دخوله بديلاً في مباراة مانشستر يونايتد ضد نوتنغهام فوريست في 6 فبراير 1999[109]

### صناعة الأهداف
تم تمييز اللاعبين الذين يلعبون حاليًا في الدوري الممتاز بالخط العريض .
| الترتيب | اسم            | صناعة | عدد المبارايات | معدل الصناعة لكل مباراة | المركز        | أول صناعة | آخر صناعة |
| ------- | -------------- | ----- | -------------- | ----------------------- | ------------- | --------- | --------- |
| 1       | ريان جيجز      | 162   | 632            | 0.26                    | لاعب خط الوسط | 1992-1993 | 2012-2013 |
| 2       | سيسك فابريجاس  | 111   | 350            | 0.32                    | لاعب خط الوسط | 2004-2005 | 2017-18   |
| 3       | واين روني      | 103   | 491            | 0.21                    | مهاجم         | 2002-2003 | 2017-18   |
| 4       | فرانك لامبارد  | 102   | 609            | 0.17                    | لاعب خط الوسط | 1997-1998 | 2014–15   |
| 5       | دنيس بيركامب   | 94    | 315            | 0.30                    | مهاجم         | 1995-1996 | 2005–06   |
| 6       | ديفيد سيلفا    | 93    | 308            | 0.30                    | لاعب خط الوسط | 2010-11   | 2019-20   |
| 7       | ستيفن جيرارد   | 92    | 504            | 0.18                    | لاعب خط الوسط | 1999-2000 | 2014–15   |
| 8       | جيمس ميلنر     | 84    | 536            | 0.16                    | لاعب خط الوسط | 2004-2005 | 2019-20   |
| 9       | ديفيد بيكهام   | 80    | 265            | 0.30                    | لاعب خط الوسط | 1995-1996 | 2002-2003 |
| 10      | تيدي شيرينغهام | 76    | 418            | 0.18                    | مهاجم         | 1992-1993 | 2005–06   |

- أكثر لاعب صناعة للأهداف في موسم : تمكن تييري هنري من صناعة 20 هدفاً موسم 2002–03 [110]
- أكثر لاعب صناعة للأهداف لمبارايت متتالية: تمكن مسعود أوزيل من صناعة أهداف لـ7 مبارايات متتالية لفريقه آرسنال من 26 سبتمبر - 21 نوفمبر 2015 [111]
- أكثر لاعب صناعة للاعب آخر: تمكن فرانك لامبارد من صناعة 24 هدفاً لديدييه دروجبا [112]
- أكثر اللاعبين صناعة للأهداف في مباراة واحدة: 4 صناعات لكلٍ من:[113]
  - دنيس بيركامب لارسنال ضد ليستر سيتي ، 20 فبراير 1999
  - خوسيه أنطونيو رييس لارسنال ضد ميدلزبره 14 يناير 2006
  - سيسك فابريجاس لارسنال ضد بلاكبيرن روفرز 4 أكتوبر 2009
  - إيمانويل أديبايور لـ توتنهام هوتسبير ضد نيوكاسل يونايتد 11 فبراير 2012
  - سانتي كازورلا لارسنال ضد ويجان أثليتيك 14 مايو 2013
  - دوسان تاديتش لساوثهامبتون ضد. سندرلاند 18 أكتوبر 2014 [114]

### حراس المرمى
تم تمييز اللاعبين الذين يلعبون حاليًا في الدوري الممتاز بالخط العريض .
| الترتيب | لاعب              | الشباك النظيفة | المبارايات | المعدل | الموسم الأول | الموسم الماضي |
| ------- | ----------------- | -------------- | ---------- | ------ | ------------ | ------------- |
| 1       | بيتر تشيك         | 202            | 443        | 0.46   | 2004-2005    | 2018–19       |
| 2       | ديفيد جيمس        | 169            | 572        | 0.30   | 1992-1993    | 2009-10       |
| 3       | مارك شوارزر       | 151            | 514        | 0.29   | 1996-1997    | 2014–15       |
| 4       | ديفيد سيمان       | 141            | 344        | 0.41   | 1992-1993    | 2003–04       |
| 5       | نايجل مارتين      | 137            | 372        | 0.37   | 1992-1993    | 2005–06       |
| 6       | بيبي رينا         | 135            | 294        | 0.46   | 2005–06      | 2019-20       |
| 7       | إدوين فان دير سار | 132            | 313        | 0.42   | 2001-2002    | 2010-11       |
| 7       | تيم هاوارد        | 132            | 399        | 0.33   | 2003–04      | 2015–16       |
| 7       | براد فريدل        | 132            | 450        | 0.29   | 1997-1998    | 2013-2014     |
| 10      | ديفيد دخيا        | 130'           | 310        | 0.41   | 1992-1993    | 2002-2003     |

- أكثر حارس حافظ على نظافة شباكه في الدوري الإنجليزي الممتاز: حافظ بيتر تشيك على نظافة شباكه لـ202 مباراة في الدوري
- أكثر حارس حافظ على نظافة شباكه في موسم : حافظ بيتر تشيك على نظافة شباكه لـ24 مباراة في موسم 2004–05 بشعارتشيلسي [115]
- أكثر حارس حافظ على نظلفة شباكه لمبارايات متتالية دون تلقي أهداف: حافظ إدوين فان دير سار على نظافة شباكه لـ14 مباراة متتالية وهو مايوازي 1311 دقيقة بقميص مانشستر يونايتد موسم 2008-2009 [116]
- أكثر حارس حافظ على نظافة شباكه في نادي واحد: حافظ بيتر تشيك على نظافة شبامه لـ162 مباراة بقميص تشيلسي [14]
- أكثر حارس تصدياً لركلات جزاء: تصدى ديفيد جيمس لـ 13 ركلة جزاء
- حرّاس سجلوا أهدافا( باستثناء الحراس الذين سجلوا في مرماهم):
  - بيتر شمايكل (إيفرتون 3-2 أستون فيلا ، 20 أكتوبر 2001) [117]
  - براد فريدل ( تشارلتون أثليتيك 3-2 بلاكبيرن روفرز ، 21 فبراير 2004) [118]
  - بول روبنسون ( توتنهام هوتسبر 3-1 واتفورد ، 17 مارس 2007) [119]
  - تيم هاوارد ( إيفرتون 1-2 بولتون واندرارز ، 4 يناير 2012) [120]
  - أسمير بيغوفيتش ( ستوك سيتي 1 - 1 ساوثامبتون ، 2 نوفمبر 2013) [121]

### أكثر اللاعبين تعرضاً لعقوبات
- أكثر اللاعبين حصولاً على البطاقات الحمراء: 8 بطاقات حمراء لكلٍ من:[70]
  - دنكان فيرجسون
  - باتريك فييرا
  - ريتشارد دن
- أكثر لاعب حصولاً على البطاقات الصُفر: تحصل غاريث باري على 123 بطاقة صفراء[122]
- أكثر لاعب ارتكاباً للأخطاء: ارتكب غاريث باري 633 خطأً (منذ 2006-2007 ، الموسم الأول الذي توفرت فيه سجلات موثوقة) [123]
- أطول حرمان من اللعب: تم إيقاع عقوبة الحرمان من اللعب على جوي بارتون لـ12 مباراة بعد طرده لسلوكه العنيف ضد مانشستر سيتي في 13 مايو 2012 ، تم إدانة بارتون بتهمتين منفصلتين إلى جانب السلوك العنيف [124]
- أسرع لاعب حصل على عقوبة تحكيمية: تحصل سكوت مكتوميناي على أسرع عقوبة بعد تحصله على بطاقة صفراء بعد 24 ثانية فقط من بداية لقاء مانشستر يونايتد ضد نيوكاسل يونايتد ، 26 ديسمبر 2019 [125]
- أكثر لاعب لعباً للمبارايات دون أن يتعرض لعقوبة تحكيمية : تمكن جون بارنز من لعب 201 مباراة دون لأي عقوببة تحكيمية [126]

### الجوائز
- أكثر لاعب حصولاً على ميداليات الدوري الإنجليزي: حصل ريان جيجز على 13 ميدالية في مواسم: 1992–93، 1993–94، 1995–96، 1996–97، 1998–99، 1999–2000، 2000–01، 2002–03، 2006–07، 2007–08، 2008–09، 2010–11، 2012–13)[14]
  - أكثر اللاعبين حصولاً على جائزة لاعب الموسم: حصل 3 لاعبين على جائزة لاعب الموسم مرتين وهم:
    - تيري هنري 2003-04 و 2005-06
    - كريستيانو رونالدو 2006-07 و 2007-08
    - نيمانيا فيديتش 2008-09 و 2010-11

  - أكثر لاعب حصل على جائزة لاعب الشهر: حصل سيرجيو أغويرو على جائزة لاعب الشهر 7 مرات وذلك في أكتوبر 2013, نوفمبر 2014, يناير 2016, أبريل 2016, يناير 2018, فبراير 2019 ,يناير 2020)[127]

## أرقام المباريات

### نتائج المبارايات
- أكبر فوز لفريق على أرضه: سحق مانشستر يونايتد نادي إيبسويتش تاون 9-0 في 4 مارس 1995 [128]
- أكبر فوز لفريق خارج ملعبه:سحق ليستر سيتي نادي ساوثهامبتون (25 أكتوبر 2019) [129]
- أكبر فوز بمجموع المباراتين: انتصر فريقا بلاكبيرن وتوتنهام على نوتينغهام فوريست وويجان اثلتليك بنتيجة 12-1 بمجموع المباراتين
  - بلاكبيرن روفرز 7-0 نوتينغهام فورست (18 نوفمبر 1995) ونوتينجهام فورست 1-5 بلاكبيرن روفرز (13 أبريل 1996)
  - توتنهام هوتسبر 9-1 ويجان أثليتيك (22 نوفمبر 2009) ويجان أثليتيك 0-3 توتنهام هوتسبر (21 فبراير 2010)
- أكبر خسارة لحامل اللقب: تجرع كلٌ من مانشستر يونايتد وليستر سيتي مرارة الخسارة بـ 1-6 من مانشستر سيتي وتوتنهام بصفتهم حاملي اللقب [130]
  - مانشستر يونايتد 1-6 مانشستر سيتي (23 أكتوبر 2011) ، بعد فوز مانشستر يونايتد بموسم 2010-11 ، ليفربول 2-7 أستون فيلا 2020اكتوبر4 بعد فوزه باللقب 19/20
  - ليستر سيتي 1–6 توتنهام هوتسبر (18 مايو 2017) ، بعد فوز ليستر سيتي بموسم 2015–16
- أعلى نتائج لمباراة قلب فريق فيها هزيمته إلى فوز: استطاعت 4 أندية قلب تأخرها في المباراة إلى فوز وهي:
  - ليدز يونايتد 4 - 3 ديربي كاونتي 8 نوفمبر 1997 [131]
  - وست هام يونايتد 3-4 ويمبلدون 9 سبتمبر 1998 [132]
  - توتنهام هوتسبير 3-5 مانشستر يونايتد 29 سبتمبر 2001 [133]
  - ولفرهامبتون واندررز 4-3 ليستر سيتي 25 أكتوبر 2003 [134]
- أعلى نتيجة مباراة عاد فيها فريق من تأخره للتعادل: تمكن نيوكاسل يونايتد من تسجيل 4 أهداف في شباك آرسنال لتنتهي المباراة [135]
- أكبر مباراة شهدت تسجيلاً للأهداف: شهدت مباراة بورتسموث ضد ريدنغ تسجيل 11 هدفاً والتي انتهت بفوز بورتسموث بنتيجة 7-4 في 29 سبتمبر 2007 [136]
- أعلى نتيجة تعادل: انتهت مباراة وست بروميتش ألبيون ضد مانشستر يونايتد بالتعادل 4-4 في 19 مايو 2013 [137]
- أعلى نتيجة في الشوط الأول: شهد الشوط الأول لعدة مبارايات تسجيل 7 أهداف في الشوط الأول وهي:
  - بلاكبيرن روفرز 3-4 ليدز يونايتد (14 سبتمبر 1997 - النتيجة النهائية: 3-4) [138]
  - برادفورد سيتي 3-4 ديربي كاونتي (21 أبريل 2000 - النتيجة النهائية: 4 - 4) [139]
  - ريدنغ 3-4 مانشستر يونايتد (1 ديسمبر 2012 - النتيجة النهائية: 3-4) [140]
- أعلى نتيجة في الشوط الثاني: شهد الشوط الثاني من لقاء توتنهام هوتسبر ضد ويغان أثليتيك تسجيل توتنهام لـ 9 أهداف في الشوط الثاني فقط ، إذ انتهى الشوط الأول بتقدم ويغان أثليتيك بهدف دون رد في 22 نوفمبر 2009 [141]
- أكبر مبارايات شهدت تنوع في الهدافين : شهدت عدة مبارايات تسجيل 9 لاعبين مختلفين لاهدائفها
  - توتنهام هوتسبير 4-5 آرسنال (13 نوفمبر 2004) [142]
  - بورتسموث 7-4 ريدينغ (29 سبتمبر 2007) [143]
- أكبر مبارايات شهدت تنوع في الهدافين :شهدت عدة مبارايات تسجيل 7 لاعبين مختلفين لاهدائفها
  - تشيلسي 8-0 أستون فيلا (23 ديسمبر 2012) [144]
  - مانشستر سيتي 7–0 نورويتش سيتي (2 نوفمبر 2013) [145]
  - ساوثامبتون 8–0 سندرلاند (18 أكتوبر 2014) [146]

## جدول ترتيب الدوري الممتاز تاريخياً
يعد جدول الدوري الممتاز تاريخياً جدولاً تراكمياً، إذ يشتمل على جميع نتائج مبارايات ونقاط ، بالإضافة إلى أهداف كل فريق لعب في الدوري الممتاز منذ إطلاقه موسم 1992. ومن الجدير بالذكر أن الجدول يشمل احصائيات الفرق حتى موسم 2020-2019. وتم تحديث فرق مانشستر سيتي ومانشستر يونايتد الى موسم 2022-2023
كما أنه تم تمييز الفرق المشاركة في موسم 2021-2020 بالخط الداكن ، إضافة إلى الأرقام التي لم تُكسر بعد.
| المركز | النادي                 | عدد المواسم | عدد المبارايات المبعوبة | عدد الانتصارات | عدد التعادلات | عدد الهزائم | له    | عليه  | فارق الأهداف | عدد النقاط | تحقيق المركز الأول | تحقيق المركز الثاني | تحقيق المركز الثالث | تحقيق المركز الرابع | الهبوط | أفضل مركز. |
| ------ | ---------------------- | ----------- | ----------------------- | -------------- | ------------- | ----------- | ----- | ----- | ------------ | ---------- | ------------------ | ------------------- | ------------------- | ------------------- | ------ | ---------- |
| 1      | مانشستر يونايتد        | 30          | 1,076                   | 726            | 263           | 201         | 2243  | 1109  | 1134         | 2441       | 13                 | 7                   | 5                   | 1                   |        | 1          |
| 2      | ارسنال                 | 28          | 1,076                   | 579            | 274           | 223         | 1,901 | 1,061 | 840          | 2,011      | 3                  | 6                   | 5                   | 7                   |        | 1          |
| 3      | تشيلسي                 | 28          | 1,076                   | 578            | 263           | 235         | 1,839 | 1,056 | 783          | 1,997      | 5                  | 4                   | 5                   | 3                   |        | 1          |
| 4      | ليفربول                | 28          | 1,076                   | 561            | 265           | 250         | 1,859 | 1,079 | 780          | 1,948      | 1                  | 4                   | 5                   | 7                   |        | 1          |
| 5      | توتنهام هوتسبير        | 28          | 1,076                   | 462            | 268           | 346         | 1,608 | 1,353 | 255          | 1,654      |                    | 1                   | 2                   | 3                   |        | 2          |
| 6      | ايفرتون                | 28          | 1,076                   | 390            | 306           | 380         | 1,401 | 1,367 | 34           | 1,476      |                    |                     |                     | 1                   |        | 4          |
| 7      | مانشستر سيتي           | 25          | 886                     | 501            | 216           | 284         | 1752  | 1101  | 651          | 1738       | 7                  | 3                   | 2                   | 1                   | 2      | 1          |
| 8      | نيوكاسل يونايتد        | 25          | 958                     | 357            | 245           | 356         | 1,287 | 1,293 | -6           | 1,316      |                    | 2                   | 2                   | 1                   | 2      | 2          |
| 9      | أستون فيلا             | 25          | 962                     | 325            | 283           | 354         | 1,158 | 1,253 | −95          | 1,258      |                    | 1                   |                     | 1                   | 1      | 2          |
| 10     | ويست هام يونايتد       | 24          | 920                     | 300            | 237           | 383         | 1,113 | 1,331 | −218         | 1,137      |                    |                     |                     |                     | 2      | 5          |
| 11     | ساوثهامبتون            | 21          | 810                     | 253            | 221           | 336         | 988   | 1,147 | −159         | 980        |                    |                     |                     |                     | 1      | 6          |
| 12     | بلاكبيرن روفرز         | 18          | 696                     | 262            | 184           | 250         | 927   | 907   | 20           | 970        | 1                  | 1                   |                     | 1                   | 2      | 1          |
| 13     | ليدز يونايتد           | 12          | 468                     | 189            | 125           | 154         | 641   | 573   | 68           | 692        |                    |                     | 1                   | 2                   | 1      | 3          |
| 14     | ليستر سيتي             | 14          | 536                     | 175            | 144           | 217         | 690   | 759   | −69          | 669        | 1                  |                     |                     |                     | 3      | 1          |
| 15     | ميدلزبره               | 15          | 574                     | 165            | 169           | 240         | 648   | 794   | −146         | 661        |                    |                     |                     |                     | 4      | 7          |
| 16     | سندرلاند               | 16          | 608                     | 153            | 159           | 296         | 612   | 904   | −292         | 618        |                    |                     |                     |                     | 4      | 7          |
| 17     | فولهام                 | 14          | 532                     | 157            | 141           | 234         | 604   | 778   | −174         | 612        |                    |                     |                     |                     | 2      | 7          |
| 18     | بولتون واندررز         | 13          | 494                     | 149            | 128           | 217         | 575   | 745   | −170         | 575        |                    |                     |                     |                     | 3      | 6          |
| 19     | كريستال بالاس          | 11          | 426                     | 122            | 106           | 198         | 456   | 614   | −158         | 471        |                    |                     |                     |                     | 4      | 10         |
| 20     | ويست بروميتش البيون    | 12          | 456                     | 112            | 128           | 216         | 475   | 696   | −221         | 464        |                    |                     |                     |                     | 4      | 8          |
| 21     | ستوك سيتي              | 10          | 380                     | 116            | 109           | 155         | 398   | 525   | −127         | 457        |                    |                     |                     |                     | 1      | 9          |
| 22     | كوفنتري سيتي           | 9           | 354                     | 99             | 112           | 143         | 387   | 490   | −103         | 409        |                    |                     |                     |                     | 1      | 11         |
| 23     | شيفيلد وينزداي         | 8           | 316                     | 101            | 89            | 126         | 409   | 453   | −44          | 392        |                    |                     |                     |                     | 1      | 7          |
| 24     | نادي ويمبلدون          | 8           | 316                     | 99             | 94            | 123         | 384   | 472   | −88          | 391        |                    |                     |                     |                     | 1      | 6          |
| 25     | نوريتش سيتي            | 9           | 354                     | 94             | 98            | 162         | 391   | 585   | −194         | 380        |                    |                     | 1                   |                     | 5      | 3          |
| 26     | تشارلتون أثلتيك        | 8           | 304                     | 93             | 82            | 129         | 342   | 442   | −100         | 361        |                    |                     |                     |                     | 2      | 7          |
| 27     | ويغان أثلتيك           | 8           | 304                     | 85             | 76            | 143         | 316   | 482   | −166         | 331        |                    |                     |                     |                     | 1      | 10         |
| 28     | سوانزي سيتي            | 7           | 266                     | 82             | 66            | 118         | 306   | 383   | −77          | 312        |                    |                     |                     |                     | 1      | 8          |
| 29     | كوينز بارك رينجرز      | 7           | 278                     | 81             | 65            | 132         | 339   | 431   | −92          | 308        |                    |                     |                     |                     | 3      | 5          |
| 30     | بيرمنغهام سيتي         | 7           | 266                     | 73             | 82            | 111         | 273   | 360   | −87          | 301        |                    |                     |                     |                     | 3      | 9          |
| 31     | بورتسموث               | 7           | 266                     | 79             | 65            | 122         | 292   | 380   | −88          | 293        |                    |                     |                     |                     | 1      | 8          |
| 32     | ديربي كاونتي           | 7           | 266                     | 68             | 70            | 128         | 271   | 420   | −149         | 274        |                    |                     |                     |                     | 2      | 8          |
| 33     | واتفورد                | 7           | 266                     | 67             | 61            | 138         | 276   | 441   | −165         | 262        |                    |                     |                     |                     | 3      | 11         |
| 34     | وولفرهامبتون واندررز   | 6           | 228                     | 63             | 63            | 102         | 254   | 367   | −113         | 252        |                    |                     |                     |                     | 2      | 7          |
| 35     | بيرنلي                 | 6           | 228                     | 66             | 53            | 109         | 233   | 347   | −114         | 251        |                    |                     |                     |                     | 2      | 7          |
| 36     | نوتينغهام فورست        | 5           | 198                     | 60             | 59            | 79          | 229   | 287   | −58          | 239        |                    |                     | 1                   |                     | 3      | 3          |
| 37     | إبسويتش تاون           | 5           | 202                     | 57             | 53            | 92          | 219   | 312   | −93          | 224        |                    |                     |                     |                     | 2      | 5          |
| 38     | بورنموث                | 5           | 190                     | 56             | 43            | 91          | 241   | 330   | −89          | 211        |                    |                     |                     |                     | 1      | 9          |
| 39     | شيفيلد يونايتد         | 4           | 160                     | 46             | 48            | 66          | 167   | 207   | −40          | 186        |                    |                     |                     |                     | 2      | 9          |
| 40     | هال سيتي               | 323         | −142                    | 171            |               |             |       |       | 3            | 16         |                    |                     |                     |                     |        |            |
| 41     | ريدينغ                 | 3           | 114                     | 32             | 23            | 59          | 136   | 186   | −50          | 119        |                    |                     |                     |                     | 2      | 8          |
| 42     | برايتون أند هوف ألبيون | 3           | 114                     | 27             | 36            | 51          | 108   | 168   | −60          | 117        |                    |                     |                     |                     |        | 15         |
| 43     | أولدهام أثلتيك         | 2           | 84                      | 22             | 23            | 39          | 105   | 142   | −37          | 89         |                    |                     |                     |                     | 1      | 19         |
| 44     | كارديف سيتي            | 2           | 76                      | 17             | 13            | 46          | 66    | 143   | −77          | 64         |                    |                     |                     |                     | 2      | 18         |
| 45     | برادفورد سيتي          | 2           | 76                      | 14             | 20            | 42          | 68    | 138   | −70          | 62         |                    |                     |                     |                     | 1      | 17         |
| 46     | هدرسفيلد تاون          | 2           | 76                      | 12             | 17            | 47          | 50    | 134   | −84          | 53         |                    |                     |                     |                     | 1      | 16         |
| 47     | بلاكبول                | 1           | 38                      | 10             | 9             | 19          | 55    | 78    | −23          | 39         |                    |                     |                     |                     | 1      | 19         |
| 48     | بارنسلي                | 1           | 38                      | 10             | 5             | 23          | 37    | 82    | −45          | 35         |                    |                     |                     |                     | 1      | 19         |
| 49     | سويندون تاون           | 1           | 42                      | 5              | 15            | 22          | 47    | 100   | −53          | 30         |                    |                     |                     |                     | 1      | 22         |

الدوري أو المركز في 21 - 2020:
|  | أندية الدوري الممتاز لموسم 21-2020             |
|  | دوري البطولة الإنجليزية 20-2019                |
|  | دوري البطولة الإنجليزية الدرجة الأولى 20-2019  |
|  | دوري البطولة الإنجليزية الدرجة الثانية 20-2019 |
|  | أندية لم يعد لها وجود                          |

## المدربين
- أكثر مدرب تحقيقاً للقب الدوري الممتاز: تمكن سيد المدربين السير أليكس فيرغسون من تحقيق الدوري الممتاز 13 مرة في أعوام 1993 ، 1994 ، 1996 ، 1997 ، 1999 ، 2000 ، 2001 ، 2003 ، 2007 ، 2008 ، 2009 ، 2011 ، 2013 [148]
- أكثر من حقق جائزة أفضل مدرب الشهر : تمكن السير أليكس فيرجسون من تحقيق جائزة مدرب الشهر 27 مرة [149]
- أكثر من حقق جائزة أفضل مدرب الشهر على التوالي: تمكن بيب جوارديولا من تحقيق جائزة مدرب الشهر 4 مرات متتالية [150]
- أكثر من حقق جائزة أفضل مدرب للدوري الممتاز في موسم : تمكن يورجن كلوب من تحقيق جائزة مدرب الشهر 5 مرات في موسم 2019-20 [151]
- أكثر مدرب صعوداً للدوري الممتاز: تمكن ستيف بروس من الصعود للدوري الممتاز بـ 4مرات مع برمنجهام سيتي في 2001–02 و 2006–07 وهال سيتي في 2012–13 و 2015–16
- أكثر مدرب هبوطاً من الدوري الممتاز: هبط ديف باسيت من الدوري الممتاز3 مرات مع شيفيلد يونايتد في 1993-1994 و نوتنغهام فورست في 1996-97 وليستر سيتي في 2001-2002 [152]
- أكثر مدرب تنقلاً بين أندية الدوري الممتاز: تنقل سام ألارديس بين 7 أندية بالدوري الممتاز وهي بولتون واندرارز ، نيوكاسل يونايتد ، بلاكبيرن روفرز ، وست هام يونايتد ، صندرلاند ، كريستال بالاس ، إيفرتون [153]
- أسرع مدرب وصل إلى 100 فوز بالدوري الممتاز:تمكن بيب جوارديولا من تحقيق 100 فوز من 134 مباراة [154]
- أطول مدة لمدرب في نادي واحد: قضى أرسين فينجر 21 عاماً و 224 يوماً مدرباً لنادي آرسنال، من 1 أكتوبر 1996 - 13 مايو 2018 [155]
- أقصر مدة تدريب لمدرب في نادي واحد (باستثناء المدربين المؤقتين):
  - أقل عدد من الأيام: قضى ليس ريد 41 يوماً فقط مدرباً لنادي تشارلتون أثليتيك من 14 نوفمبر - 24 ديسمبر 2006 [156]
  - أقل عدد من المباريات: درّب فرانك دي بور كريستال بالاس لـ4 مبارايات فقط من 26 يونيو - 10 سبتمبر 2017) [157]

## الملاحظات
- "For the record: Premier League facts and figures". premierleague.com. مؤرشف من الأصل في 2018-04-23. اطلع عليه بتاريخ 2017-05-22.

1. ↑  Middlesbrough deducted 3 points for failure to fulfil a fixture at Blackburn Rovers on 21 December 1996
2. ↑  By a 2007 agreement, neither ميلتون كينز دونز nor ويمبلدون regards itself as custodian of نادي ويمبلدون's statistics.[147]
3. ↑  Portsmouth deducted 9 points for entering administration in March 2010